# مجتمع الميم في نيوزيلندا

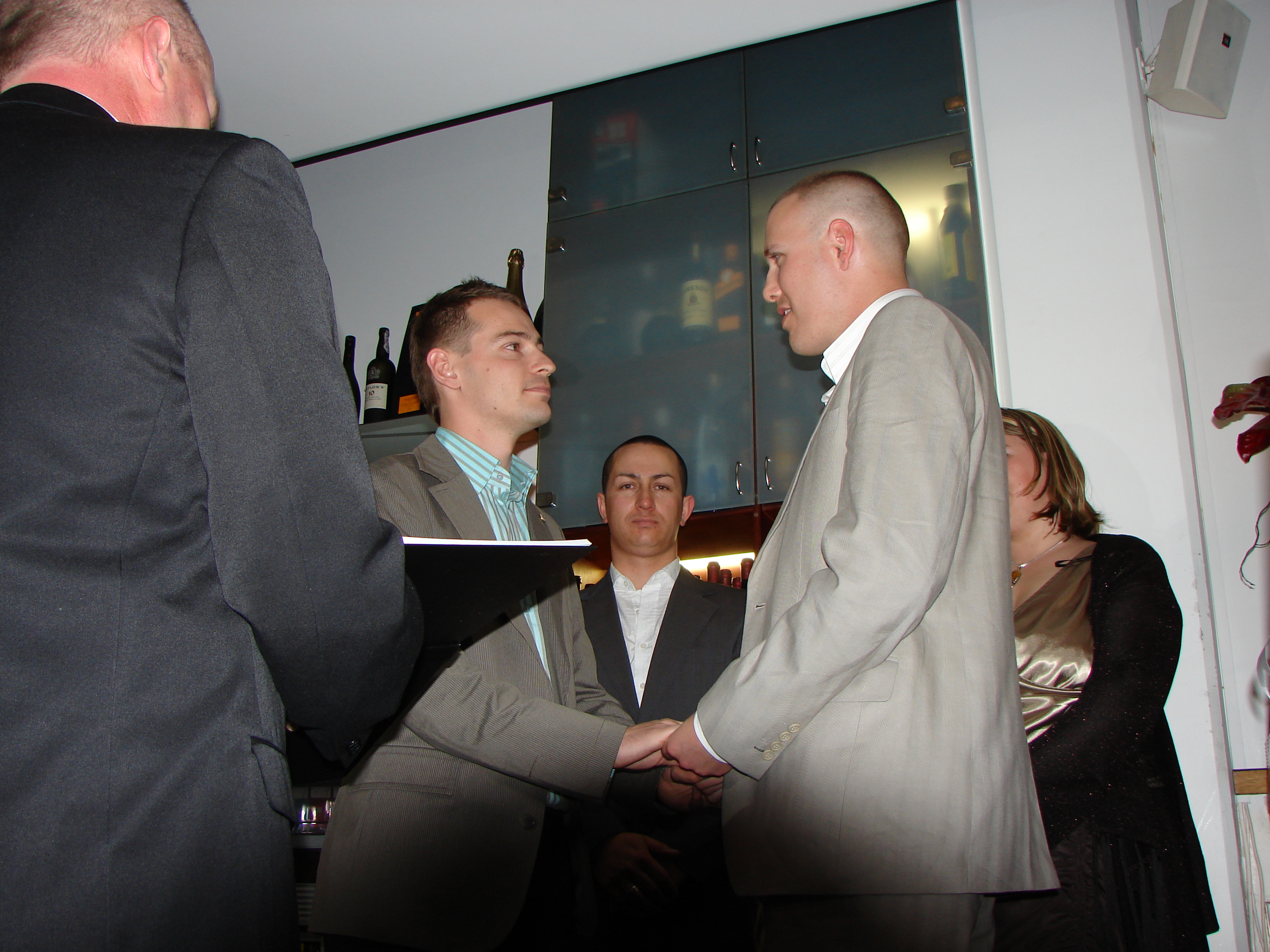

يتقبل المجتمع النيوزيلندي عمومًا أفراد مجتمع الميم من المثليات والمثليين ومزدوجي التوجه الجنسي والعابرين (المتحولين) جنسيًا. تنبع هذه البيئة الداعمة لمجتمع الميم في حقيقة انتماء العديد من أعضاء البرلمان إلى مجتمع الميم، ومن قانون حقوق الإنسان لعام 1993 الذي كفل حقوق مجتمع الميم، ومن تقنين الزواج المثلي اعتبارًا من 2013. أُلغي تجريم الجنس بين الرجال عام 1986. مجتمع الميم في نيوزيلندا نشط، إذ تُعقد مهرجانات الفخر المثلية سنويًا وتحظى بحضور جيد في معظم المدن.
وفقًا لدراسة السلوكيات والقيم النيوزيلندية لعام 2016، يشكل المثليون والمثليات 2.6% من مجموع السكان، في حين يمثل مزدوجو التوجه الجنسي وثنائيو الشغف الجنسي والشموليون الجنسيون واللاجنسيون 1.8% و0.6% و0.5% و0.3% من مجموع السكان على التوالي.

## نظرة تاريخية

### ما قبل الاستعمار
وُثقت المثلية الجنسية والعلاقات المثلية في نيوزيلندا لعدة قرون. يبدو أن العلاقات والأنشطة المثلية كانت مقبولة بين سكان الماوري الأصليين قبل الاستعمار. تركز بعض القصص، على سبيل المثال قصة توتانيكاي وتيكي، على الأزواج المثليين. اكتشف المبشر البريطاني، ريتشارد ديفيس، أن علاقات الجنسية المثلية بين الرجال كانت جزءًا مألوفًا من حياة قبائل الماوري، وعلى الرغم من أن العلاقات الجنسية المثلية بين النساء لم تُوثق جيدًا، لم تكن محظورةً بالتأكيد. تاريخيًا، أشارت كلمة تاكاتابوي باللغة الماورية إلى العلاقات المثلية، ولكنها تشمل في المصطلحات الحديثة هوية مجتمع الميم وميولهم الجنسية. تصف كلمة واكاواين (التي تعني حرفيًا أن تصبح امرأة) أولئك الذين وُلدوا ذكورًا لكنهم يتصرفون ويلبسون مثل الإناث، بينما يصف مصطلح تانغاتا إيرا تانَ الحالة المعاكسة، أي من يُولدن إناث لكنهن يتصرفن مثل الذكور.
كان بعض أوائل المستوطنين الأوروبيين في نيوزيلندا مبشرين مسيحيين وصلوا في أوائل القرن التاسع عشر وقاموا في النهاية بتحويل معظم السكان الماوريين إلى المسيحية. أحضروا معهم العقيدة المسيحية التي تحرم المثلية. على الرغم من ذلك، أُعيد أحد المبشرين، ويليام يات، إلى إنجلترا في حالةٍ من العار بعد ضبطه وهو يمارس الجنس مع الماوريين الشباب.

### التجريم والثقافة السرية
عندما أصبحت نيوزيلندا مستعمرةً بريطانية في عام 1840، جرى تبني القانون البريطاني بكامله، الذي اعتبر «اللواط» جريمةً كبرى. في عام 1893، جُرمت جميع أنواع النشاط الجنسي بين الرجال، ووُضعت عقوبات تشمل السجن والأشغال الشاقة والجلد. على الرغم من ذلك، لم تُجرم الأنشطة الجنسية بين النساء.
على الرغم من القوانين التمييزية، تطورت ثقافة فرعية صغيرة خاصة بالمثلية. كان مستوطنو باكيها في حقول الذهب أو في المناطق الريفية ذكورًا في الغالب، وكان بعضهم مرتبطين بعلاقات جنسية. مع ذلك، عندما بدأ المستوطنون بالهجرة إلى المدن، ازداد عدد الإدانات بالأنشطة الجنسية المثلية.
شارك عدد من الرجال المثليين في الثقافة الفرعية الأدبية في نيوزيلندا، بما في ذلك فرانك سارجيسون. ولكن حتى في هذه الدوائر الثقافية، لم تُقبل المثلية الجنسية دائمًا.
من الصعب توثيق وجود الثقافات الفرعية للمثليات، ولكن في أواخر عام 1971، أُسس نادي كاي جي (فتيات كامب) للمثليات في أوكلاند.

### النشاط الحقوقي وإصلاح القانون
في عام 1962، تأسست جمعية دوريان في ويلينجتون. بعد عام واحد، أنشأت الجمعية لجنة فرعية قانونية - جمعية وولفيندين - انبثقت عنها جمعية إصلاح قانون المثلية. شملت محاولات تغيير القانون التماسًا قدمته الجمعية إلى البرلمان عام 1968.
كثيرًا ما كان يجري التغاضي عن العنف ضد المثليين والمثليات. في عام 1964، تعرض تشارلز أبيرهارت للضرب حتى الموت في حديقة هاجلي في كرايستشيرش على يد مجموعة من الرجال الذين ادعوا أنه دعاهم لممارسة الجنس. حوكموا بتهمة القتل لكن لم يتم إدانتهم. كما هو الحال في العديد من الدول، كان يُجر المثليون والمثليات إلى مؤسسات الأمراض عقلية ويجري إعطاؤهم «علاجًا» لما كان يُعتبر مرضًا عقليًا.
في عام 1972، حُرمت الأكاديمية ناهويا تي آكوتوكو من زيارة الولايات المتحدة لأنها مثلية. شكلت هذه الحادثة حافزًا لتأسيس مجموعات تحرير المثليين في ويلينجتون وكريستشيرش وأوكلاند. شهدت سبعينات القرن العشرين نمو الحركات النسائية والمثلية في نيوزيلندا. في عام 1973، تشكلت الحركة النسوية المثلية المُسمى أخوات المساواة للمثليات (شي SHE) في ويلينجتون. في ديسمبر من ذلك العام، بدأت حركة شي في نشر مجلة سيركل، التي أصبح اسمها فيما بعد ليزبين فيمينيست سيركل (دائرة النسويات المثليات). استمرت المجلة في الصدور حتى عام 1986.
بعد عدة محاولات، تم المُصادقة على قرار إصلاح قانون المثلية عام 1986، الذي ألغى تجريم النشاط الجنسي بين الرجال فوق سن الـ 16 عامًا. في عام 1993، أصبح التمييز على أساس التوجه الجنسي أمرًا غير قانوني. في عام 2004، أنشأت نيوزيلندا اتحادًا مدنيًا (لكلٍ من الأزواج المثليين والمغايرين والمثليات والمغايرات)، وفي عام 2013، أصبح الزواج المثلي قانونيًا.
برزت نيوزيلندا بعد المصادقة على إصلاح قانون المثلية في خضم أزمة الإيدز. تأسست مؤسسة الإيدز النيوزيلندية في عام 1985. جادل مؤيدو الإصلاح بأن إزالة وصمة العار عن المثلية الجنسية من شأنه أن يساعد في منع انتشار المرض والمساعدة في علاجه. أثر الإيدز في المقام الأول على مجتمع المثليين في نيوزيلندا (منذ أن بدأ تسجيل الحالات في عام 1985، 53.7% من حالات فيروس نقص المناعة المُكتسبة كانت نتيجة «الاتصال الجنسي بين المثليين»، ويبرز الرجال المثليون في جمع تبرعات مكافحة الإيدز وفي إدارة المنظمات مثل مؤسسة الإيدز.

### مسيرات فخر مجتمع الميم
تأسس أول أسبوع فخر للمثليين في نيوزيلندا في سبعينات القرن العشرين في أعقاب انتفاضة ستونوول في نيويورك عام 1969، التي تمثل البداية الرمزية لحركة حقوق المثليين والمثليات الحديثة. في عام 1991، تأسس حدث فخر المثليين الأبرز في نيوزيلندا، موكب هيرو، في أوكلاند. تطور هذا إلى مهرجان وعانى لاحقًا من مشاكل مالية، ما أدى إلى إلغائه بعد عام 2001. مع ذلك، عاد العرض باسم موكب فخر أوكلاند في عام 2012، ثم تحول ليصبح مارس فخر أوكلاند في عام 2019. بدءًا من عام 1986، استضافت ويلينجتون معرض "Out in the Park"، الذي تطور لاحقًا إلى مهرجان فخر ويلينجتون السنوي. يتزامن المهرجان مع موكب الفخر الذي بدأ في عام 2017، بعد عدة مواكب فخر أقيمت في تسعينات القرن العشرين.

## التركيبة السكانية
جمعت استطلاعات متعددة إحصائيات حول التوجه الجنسي. وفقًا للمسح الاجتماعي العام (جي إس إس) لعام 2018، ينتمي 3.5% من البالغين النيوزيلنديين إلى مجتمع الميم، إذ يُشكل مزدوجوا التوجه الجنسي والمثليين والمثليات 1.9% و1.1% من مجموع السكان على التوالي. وجدت دراسة السلوكيات والقيم النيوزيلندية لعام 2016 أن 94.2% من النيوزيلنديين هم من مغايري التوجه الجنسي، في حين يمثل المثليون والمثليات ومزدوجو التوجه الجنسي وثنائيوا الشغف الجنسي والشموليون الجنسيون واللاجنسيون 2.6% و1.8% و0.6% و0.5% و0.3% من مجموع السكان على التوالي.
بالإضافة لذلك، يقوم المسح الصحي النيوزيلندي بتكليف من وزارة الصحة بإجراء إحصاءات عن التوجه الجنسي. لم يصدر أي مسح رسمي للتركيبة السكانية، لكن أفاد مقال باستخدام المسح الصحي بين عامي 2016 و2017 بأن 2.4% من عينة السكان أفادوا بأنهم مثليون/مثليات أو مزدوجوا/مزدوجات التوجه الجنسي. مع ذلك، قد يكون هناك نقص في الإحصاءات نظرًا لأن 7.3 % من الأشخاص في العينة لم يعرفوا هويتهم الجنسية أو رفضوا الإجابة على السؤال.
جمعت هيئة الإحصاء النيوزيلندية بعض المعلومات عن الأزواج المثليين الذين يقيمون مع بعضهم البعض، والمسجلة في التعدادات السكانية منذ عام 1996. سجل تعداد 2013 وجود 16660 زوجًا مثلي يعيشون في نيوزيلندا - 0.9% من جميع الأزواج (3672 زوجًا من الذكور و4656 زوجًا من الإناث). معظم الأزواج المثليين لم ينجبوا أطفالًا (6852 مقارنة بـ 1476 زوجًا أنجبوا أطفالًا). اقترحت هيئة الإحصاءات النيوزيلندية إضافة أسئلة حول التوجه الجنسي والهوية الجنسية في تعداد عام 2018. مع ذلك، وجدت اختبارات ما قبل التعداد أن الأسئلة لم تعجب المشاركين وأن البيانات التي جُمعت كانت ذات جودة متدنية، لذلك أُسقِط الاقتراح.